# Турангалила-симфония
Турангалила-симфония (фр. Turangalîla Symphonie) — одно из наиболее популярных сочинений французского композитора Оливье Мессиана. Представляет собой симфонию с сольными партиями фортепиано и волн Мартено. 

## Место в творчестве
Симфония написана в 1946—1948 годах по заказу С. А. Кусевицкого для Бостонского симфонического оркестра. Вместе с вокальным циклом «Ярави, песни любви и смерти» 1945) и хоровыми «Пятью перепевами» (1949) составляют триптих, вдохновленный, по словам композитора, легендой о Тристане и Изольде. Все три цикла наделены сочной чувственностью, экзотическим колоритом и сложной — и, вместе с тем архаизированной, ритмической организацией музыкального материала. Кроме того, именно в тот период творчество Оливье Мессиана соприкасается с эпатажно-китчевой эстетикой, что, возможно, наиболее ярко отразилось именно в музыке «Турангалилы».
Произведение осталось единственным образцом жанра симфонии в творчестве композитора. Вместе с тем, это один из самых ярких образцов этого жанра в музыкальной культуре XX века.
«Турангалила-симфония» — одно из сложнейших произведений мирового оркестрового репертуара, которое предъявляет весьма высокие требования едва ли не к каждому оркестранту. Полная 10-частная версия произведения звучит почти полтора часа (в некоторых записях — ровно полтора). Сложность и продолжительность партитуры препятствуют широкому её исполнению, поэтому большинство меломанов знают произведение прежде всего в записи.
Произведение получило своё название после того как было написано. Первые записи в дневнике Мессиана появляются в начале 1948 года.

## Название
Название составлено из двух санскритских слов — туранга («лошадь») и лила («игра»). Термин «лила» (творческая игра божества) является важным философским понятием в индуизме, применяется как в монистической, так и в дуалистической философиях индуизма. Что касается «туранги», то в индийской позднейшей мифологии, туранга-вактры — особый класс полубогов, или гениев, обитающих в раю бога Куберы на горе Кайласа и являющихся небесными певцами и музыкантами. Они вышли из ножного пальца Брахмы вместе с другими полубогами, якшасами. Их изображают в виде людей с лошадиными головами.
Название может быть истолковано как «песнь любви, гимн радости, времени, ритму, движению, жизни и смерти», а радость Турангалилы характеризуется как «сверхчеловеческая, льющаяся через край, ослепительная и совершенная».

## Состав оркестра
- Фортепиано и волны Мартено соло;
- Флейта-пикколо, 2 флейты, 2 гобоя, английский рожок, 2 кларнета, бас-кларнет и 3 фагота;
- 4 валторны, труба в Ре, 3 трубы в До, корнет, 3 тромбона и туба;
- Вибрафон, клавишный или пластинчатый металлофон, треугольник, храмовые колодки, деревянная колодка, 4 тарелки (crash и три типа подвесных, среди них китайские и турецкие), там-там, тамбурин, маракасы, малый барабан, провансальский бубен, трубчатые колокола, большой барабан;
- Челеста и струнные (32 скрипки, 14 альтов, 12 виолончелей и 10 контрабасов);

По меньшей мере от 8 до 11 исполнителей на ударных.
Запредельно сложная фортепианная партия содержит несколько сольных каденций.

## Темы цикла
В записях о произведении Мессиан отметил 4 темы проходящие сквозь весь цикл, содержащий также темы особые для каждой отдельной части.
В партитуре темы отмечены звездочками, но, описывая их, Мессиан дал им названия, без намерения вложить в них литературный смысл.
1. Излагаемая 3 тромбонами и тубой, тема изваяния. По Мессиану — гнетущая, ужасная жестокость древних мексиканских памятников, всегда вселяющая страх. Проводится в медленном темпе Pesante.
2. Тема цветения, излагаемая 2 кларнетами.
3. Тема любви, наиболее важная во всем цикле. Появляется во многих разнообразных обличьях, от звучания тихих струнных в 6-й части, до тутти генеральной кульминации в финале.
4. Простая последовательность аккордов, используемая для создания противодвижений аккордами у фортепиано и проходящих контрапунктов в оркестре.

## Названия частей
1. Introduction. Modéré, un peu vif. «Открывают занавес» тема изваяния и тема цветения, за сим следует сверх-совмещение 2- остинатных групп с ритмической пунктуацией. Повторение темы изваяния завершает интродукцию.
2. Chant d’amour I. (Песнь любви I). Modéré, lourd. После атонального вступления, эта часть основана на чередовании быстрой и страстной темы у труб и мягкой и нежной темы у струнных и волн Мартено.
3. Turangalila I. Presque lent, rêveur. Заявлены три темы. Первая излагается соло кларнета, вторая у низкой меди и струнных, третья — извилистая тема у деревянных духовых. Впоследствии, разработка приводит к их совмещению с добавлением нового ритма у ударных.
4. Chant d’amour II. (Песнь любви II) Bien modéré. Начинается скерцо у пикколо и фагота. Это часть состоит из девяти разделов, некоторые из которых повторяют и развивают музыку предшествующих частей. Спокойная кода в Ля завершает движение.
5. Joie du sang des etoiles (Радость крови звезд). Vif, passionné avec joie. Неистовый танец основанный на быстрой вариации темы изваяния. Мессиану это представляется как «союз двух любовников, рассматриваемый как трансформация на космическом уровне». Звонкая фортепианная каденция прерывает танец перед короткой оркестровой кодой.
6. Jardin du sommeil d’amour (Сад сна любви). Très modéré, très tendre. Первое появление темы любви полностью у струнных и волн Мартено с идиллическим аккомпанементом птичьей песни у фортепиано, и другими колористическими эффектами в оркестре. По Мессиану: «Двое любовников соединяются в любовном сне. Пейзаж удаляется».
7. Turangalila II. Un peu vif, bien modéré. Полностью атональная часть, намеренная внушать ужас, с господствующей ролью ударных.
8. Développement de l’amour (Развитие любви). Bien modéré. Для Мессиана это название может иметь два значения. Для любовников это ужасно, опьяненные любовным напитком они попадают в ловушку бесконечно растущей страсти. В плане музыкального материала представляет собой разработку.
9. Turangalila III. Bien modéré. Сначала вступают деревянные духовые, затем ансамбль ударных с ритмическими педалями, вариации сверхсовмещения с темой у духовых.
10. Final. Modéré, presque vif, avec une grande joie. Часть написана в сонатной форме: фанфары меди и быстрая вариация темы любви разрабатываются и приводят к долгой коде, где тема любви исполняется фортиссимо всем оркестром. Завершает сочинение энгармонический аккорд Фа-диез мажора. Слова Мессиана: «восторгу и радости нет конца»!

## Знаменитые исполнения
Впервые была исполнена в Бостоне в 1949 под управлением Леонарда Бернстайна (заменившего заболевшего Кусевицкого). Партию солирующего фортепиано исполняла пианистка Ивонна Лорио. Во Франции симфония впервые была исполнена на международном фестивале в Экс-ан-Провансе в 1950 (оркестр под управлением Р. Дезормьера).
Впоследствии произведение вошло в репертуар ведущих оркестров мира.
Среди дирижёров, осуществивших записи симфонии, — Даниэль Баренбойм, Антоний Вит, Ханс Вонк, Кент Нагано, Сэйдзи Одзава, Андре Превин, Саймон Рэттл, Ханс Росбауд, Эса-Пекка Салонен, Ян Паскаль Тортелье, Жан Фурне, Чон Мён Хун, Рикардо Шайи, Кристоф Эшенбах, Марек Яновский. Во многих из этих записей принимала участие Ивонна Лорио (жена Мессиана с 1961). Впоследствии её сестра Жанна Лорио стала исполнительницей на волнах Мартено и играла их партию в симфонии.
В России также состоялось несколько исполнений произведения под управлением Владимира Вербицкого, Дмитрия Китаенко, Дмитрия Лисса, Евгения Светланова, Сергея Стадлера.

## Культурное влияние
Название симфонии дало имя одному из главных персонажей американского мультсериала «Футурама» — Туранга Лила.